# Huracán Bertha (1996)
El huracán Bertha fue un gran huracán intenso y de formación temprana que afectó áreas desde las Islas de Sotavento hasta los Estados Unidos en julio de la temporada de huracanes del Atlántico de 1996. Bertha, la segunda tormenta con nombre, el primer huracán y el primer huracán importante de la temporada, se originó a partir de una onda tropical que se movió frente a la costa de África a principios de julio. Organizándose constantemente mientras avanzaba generalmente hacia el oeste, la perturbación fue designada como depresión tropical a la medianoche del 5 de julio, y se convirtió en tormenta tropical en la mediodía de ese mismo día. Durante los días siguientes, se produjo una intensificación continua y Bertha se convirtió en un huracán de categoría 1 en la escala de huracanes de Saffir-Simpson (EHSS), el primer huracán de la temporada, antes de pasar por el norte de las Islas de Sotavento. A última hora del 8 de julio, comenzó un período de rápida intensificación, y a las 06:00 UTC del 9 de julio, Bertha alcanzó su máxima intensidad con vientos máximos sostenidos de 115 mph (185 km/h) con una presión barométrica mínima de 960 mbar (28 inHg). Bertha, que se movía alrededor de la periferia occidental de la cordillera subtropical, pasó al norte de las Bahamas como un huracán que se debilitaba antes de girar hacia el noreste y atravesar otro período de rápida intensificación. A última hora del 12 de julio, Bertha tocó tierra entre Wrightsville Beach y Topsail Beach, Carolina del Norte, con vientos de 105 mph (169 km/h). Al día siguiente se produjo un debilitamiento gradual cuando Bertha avanzó por el Atlántico Medio de Estados Unidos y entró en Nueva Inglaterra antes de convertirse en un ciclón extratropical el 14 de julio. Los restos de la tormenta persistieron durante varios días más, antes de disiparse el 18 de julio de 1996.
Cuando Bertha pasó por el norte de las Islas de Sotavento, causó daños de moderados a graves. En las Islas Vírgenes de los Estados Unidos se registraron fuertes lluvias, vientos huracanados y daños materiales importantes. Además, muchos barcos fueron destruidos y los daños totales se estimaron en cerca de 7,5 millones de dólares (1996 USD). En Puerto Rico, los efectos de Bertha fueron muy similares a los de las Islas Vírgenes de Estados Unidos. Se registraron fuertes lluvias, que alcanzaron un máximo de medio pie en áreas aisladas. A pesar de esto, los informes de inundaciones tierra adentro generalizadas fueron escasos. Se observaron vientos con fuerza de tormenta tropical, lo que es causa de dos víctimas mortales indirectas, cuando fallecieron en un accidente de tránsito. Una muerte se atribuyó directamente a Bertha cuando un turista se ahogó en el mar embravecido en Luquillo, Puerto Rico. 
También se estimó que los daños en Puerto Rico rondarían los 7,5 millones de dólares. Los efectos más devastadores del huracán se produjeron en Estados Unidos, más concretamente en el estado de Carolina del Norte. Varios muelles de pesca, puertos deportivos y barcos quedaron destruidos como resultado de la marejada ciclónica de Bertha, y los edificios en la parte este del estado sufrieron daños importantes. Lluvias moderadas se extendieron por gran parte del Atlántico Medio y el Noreste a medida que Bertha avanzaba hacia el norte, junto con vientos superiores a la fuerza de tormenta tropical. En total, el huracán Bertha causó doce muertes, principalmente en Florida debido al mar embravecido.

## Historia meteorológica
El 1 de julio de 1996, una onda tropical surgió frente a las costas de África. El 3 de julio, se desarrolló una débil circulación de bajo nivel mientras se encontraba a 500 millas (800 km) al sur de Cabo Verde. La perturbación se movió hacia el oeste y, el 5 de julio, se fortaleció hasta convertirse en una depresión tropical en el Atlántico central. La depresión avanzó hacia el oeste a través de las aguas abiertas del Atlántico a lo largo de la periferia occidental de una cresta subtropical. Más tarde ese día, la depresión se convirtió en tormenta tropical y recibió el nombre de Bertha. Durante los siguientes tres días, Bertha avanzó hacia el oeste-noroeste mientras se producía una intensificación gradual. El 7 de julio, Bertha fue ascendida a huracán con vientos sostenidos de 75 mph (121 km/h) mientras se encontraba al este de Guadalupe.
Al día siguiente, el centro de circulación pasó sobre Antigua mientras Bertha atravesaba el extremo nororiental del Mar Caribe causando daños de moderados a menores. Después de eso, Bertha pasó rápidamente por la parte sur de Sint Maarten. La tormenta giró gradualmente hacia el noroeste el 9 de julio cuando los vientos máximos sostenidos alcanzaron 185 km/h (115 mph) mientras se encontraba a 190 km (120 millas) al noroeste de Puerto Rico. Debido a que los vientos más fuertes se ubicaron en la parte noreste de la circulación, Puerto Rico recibió solo vientos con fuerza de tormenta tropical de cerca de 50 mph. La velocidad de avance se redujo a 24 km/h (15 mph) cuando Bertha pasó a 97 km (60 millas) de las Islas Turcas y Caicos, justo antes de alcanzar su intensidad máxima.
Continuando con su giro gradual, la pista pronto se volvió nor-noroeste a medida que la velocidad de avance se redujo aún más a 10 mph (16 km/h) el 10 y el 11 de julio. El 12 de julio, Bertha tocó tierra entre Wrightsville Beach y Topsail Beach. Bertha perdió intensidad de huracán justo después de tocar tierra. Luego aceleró hacia el noreste a lo largo de la costa este de los Estados Unidos, produciendo vientos de hasta 97 km/h (60 mph). Se movió hacia el norte y perdió todas sus características tropicales el 14 de julio. Sin embargo, el remanente extratropical de la tormenta continuó moviéndose hacia el noreste durante varios días más, antes de disiparse el 18 de julio, cerca de Groenlandia.

## Impacto

### Antillas Mayores

#### Islas Vírgenes de los Estados Unidos
En las Islas Vírgenes de los Estados Unidos, las precipitaciones de Bertha alcanzaron un máximo de 83 mm (3,28 pulgadas) en Saint Thomas. Se informó que los vientos de la tormenta se sostenían a 85 mph (137 km/h) con una observación no oficial de 100 mph (160 km/h). Dos barcos fueron destruidos, cinco quedaron encallados y otros nueve fueron arrastrados a la costa. Una lesión ocurrió en Coral Bay cuando un hombre resistió la tormenta en su velero. La Agencia Federal de Gestión de Emergencias (FEMA) informó que 1.415 viviendas resultaron dañadas, 43 de las cuales perdieron sus techos. El gobernador Roy Schneider señaló que al menos 20 barcos encallaron en Charlotte Amalie. Los daños causados por la tormenta se estimaron en 7,5 millones de dólares.

#### Puerto Rico

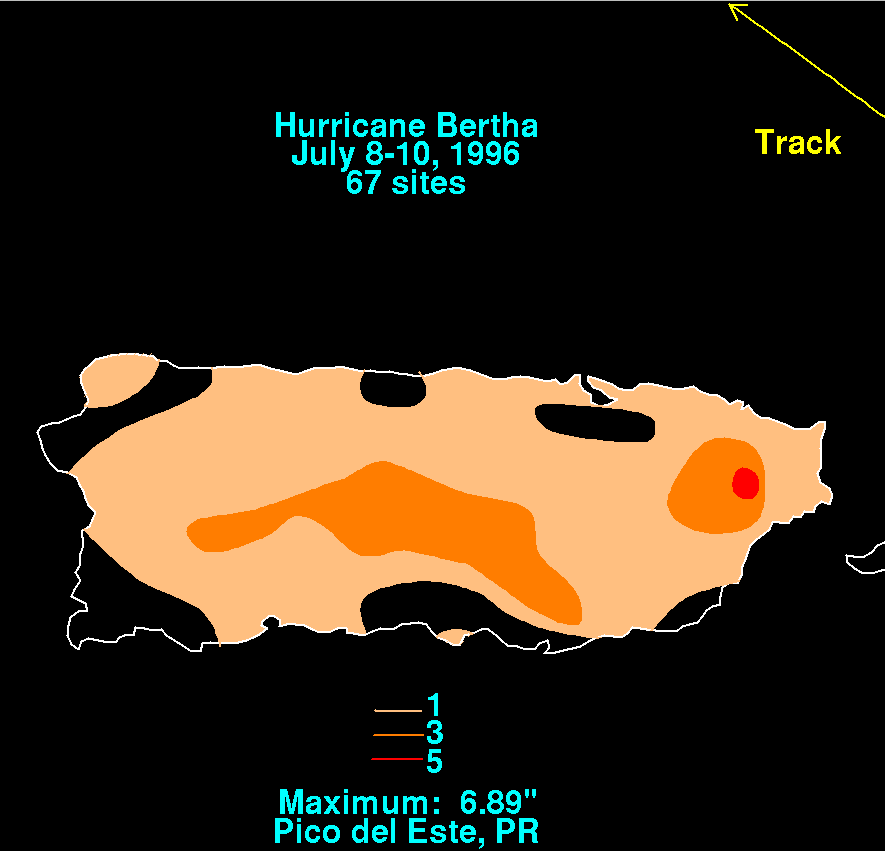
Lluvias del huracán Bertha en Puerto Rico

La precipitación máxima reportada en asociación con Bertha fue de 208 mm (8,17 pulgadas) a lo largo del río Icacos en Naguabo. Los informes de viento de la Base Naval de Roosevelt Roads el 8 de julio indicaron una velocidad máxima sostenida del viento de 44 mph (71 km/h). Aunque se produjeron fuertes lluvias, no se informaron inundaciones tierra adentro generalizadas o significativas. Sin embargo, hubo varios informes de crecidas de ríos que provocaron algunas inundaciones menores en zonas urbanas y bajas; Se informaron inundaciones costeras desde Carolina hasta Loiza a lo largo de la carretera 187. Además, las precipitaciones registradas en el Aeropuerto Internacional Luis Muñoz Marín fueron de 40 mm (1,56 pulgadas).
Una muerte se atribuye al huracán Bertha; Un turista se ahogó mientras practicaba surf en alta mar en la zona de Playa Azul, en Luquillo. Otras dos muertes ocurrieron indirectamente como consecuencia de Bertha; dos personas murieron en un accidente de tránsito mientras se presentaban vientos con fuerza de tormenta tropical. La zona más afectada fue el municipio de Culebra, donde la mayor parte de los daños fueron para la agricultura y el comercio. Sin embargo, debido a que los daños fueron mínimos, ninguno de los municipios fue declarado zona de desastre. El Departamento de Vivienda estimó los daños a las viviendas en 410.000 dólares. Los daños agrícolas se estimaron en $6 millones en las regiones de San Juan, Caguas y Ponce, principalmente daños causados por el viento en los cultivos de café, plátano y banano. En total, se estima que a Bertha se le atribuyeron $7.5 millones en daños en Puerto Rico.

#### Antigua y Barbuda
En Antigua, la tormenta trajo vientos sostenidos de 56 km/h (35 mph) y ráfagas de hasta 97 km/h (60 mph). Los daños en todo el país de Antigua y Barbuda se consideraron en general menores y se limitaron principalmente a 10 viviendas. La electricidad se restableció el 9 de julio.

#### Bahamas y República Dominicana
Las Bahamas y la costa norte de la República Dominicana probablemente sufrieron daños leves, aunque no hay cifras disponibles para ninguno de los dos.

### Estados Unidos

#### Sudeste de Estados Unidos

Animación del radar meteorológico del huracán Bertha banda de lluvia al tocar tierra

En Florida, un hombre quedó atrapado en las corrientes de resaca frente a la costa de Jacksonville Beach y se ahogó. Más al sur, las marejadas también azotaron las costas de los condados de Broward, Miami-Dade y Palm Beach. En toda la zona, patrullas de playa y socorristas realizaron decenas de rescates. Otras dos personas se ahogaron a causa de las corrientes de resaca en incidentes separados en una sección no vigilada de Miami Beach. Se produjo una muerte adicional en el estado después de que un avión militar que evacuaba la tormenta se estrellara contra una casa.
En Georgia se informó un impacto mínimo, limitado principalmente a alrededor de $2 millones en ingresos perdidos para las empresas locales a lo largo de la costa este del estado. En Carolina del Sur, los vientos huracanados afectaron la costa, mientras que las mareas de 6 a 8 pies (1,8 a 2,4 m) provocaron una erosión menor de la playa. Ráfagas de viento de hasta 126 km/h (78 mph) en Cherry Grove dejaron algunos daños en el condado de Horry, por un total de 784.000 dólares.

#### Carolina del Norte
Cuando Bertha tocó tierra entre Wrightsville Beach y Topsail Beach, Carolina del Norte, provocó una marejada ciclónica de 8 a 10 pies (2,4 a 3,0 m) en la costa del estado. Varios muelles de pesca y puertos deportivos fueron destruidos junto con numerosos barcos. Algunos lugares informaron vientos sostenidos con fuerza de huracán, incluidos 89 mph (143 km/h) en Frying Pan Shoals, 81 mph (130 km/h) en New River, 78 mph (126 km/h) en Topsail Beach y 77 mph (124 km/h) en North Topsail Beach. Varios lugares registraron ráfagas de viento con fuerza de huracán, siendo la más alta de 116 mph (187 km/h) en Frying Pan Shoals. Se observaron vientos con fuerza de tormenta tropical en gran parte del este de Carolina del Norte.
En el condado de Onslow, 199 estructuras fueron destruidas, de las cuales 117 eran casas móviles. En el condado de New Hanover, 1.750 edificios sufrieron daños. En Kure Beach, cerca de donde Bertha tocó tierra, volaron los techos de tres casas y todas las estructuras de la zona sufrieron daños. Las pérdidas en New Hanover alcanzaron unos 19 millones de dólares. En el condado de Pender, 40 viviendas quedaron socavadas por la erosión de las playas y cuatro quedaron destruidas. Los daños en el condado se estimaron en 14,5 millones de dólares. Las pérdidas agrícolas en los condados de Wayne, Wilson y Johnston se estimaron en 21 millones de dólares.

#### Estados del Atlántico medio

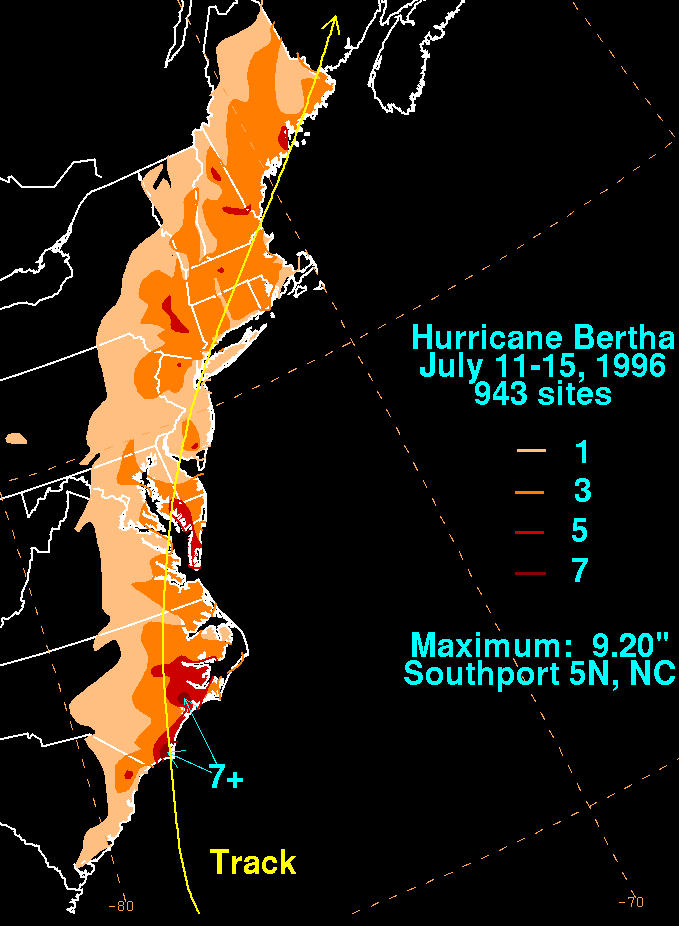
Lluvias del huracán Bertha en los Estados Unidos continentales

##### Virginia
Mientras Bertha pasaba por el sureste de Virginia y la parte baja de la península de Delmarva, fuertes bandas de alimentación produjeron fuertes ráfagas de viento en el área. En el condado de King George, un techo cayó sobre un árbol, mientras que un garaje se derrumbó y un cobertizo de metal fue demolido. Cerca de la comunidad de Butzner Corner en el condado de Stafford, el revestimiento de algunas casas fue arrancado, una de las cuales también sufrió daños en el tragaluz. Ráfagas de viento de hasta 130 km/h (80 mph) en el condado de Stafford derribaron árboles en el área de Fredericksburg. La caída de ramas de árboles en Portsmouth provocó cortes temporales de energía. Más de 100 mm (4 pulgadas) de lluvia cayeron en el sureste de Virginia.

##### WashingtonD.C.
Las mareas en Washington D. C. aumentaron de 2 a 3 pies (0,61 a 0,91 m) por encima de lo normal, provocando inundaciones menores en Hains Point y Waterfront.

##### Maryland
En Maryland, Bertha generó tres tornados a lo largo de la costa occidental de la Bahía de Chesapeake. El primer evento ocurrió en subdivisiones detrás de un centro comercial en California, donde 30 viviendas sufrieron daños menores a moderados, principalmente revestimientos, contraventanas y tejas. Algunas cercas fueron derribadas, y una parte de la cerca de una residencia atravesó la ventana del dormitorio de otra casa. El techo de una casa fue parcialmente arrancado, con algunos daños en el techo y la cubierta. Según los informes, un cobertizo fue volcado sobre un automóvil desocupado. Otros coches sufrieron daños leves por las ramas caídas. Se partieron aproximadamente 20 árboles. El segundo tornado se generó en Charlotte Hall; el tornado arrancó una gran parte del techo de chapa de un granero. Un garaje que contenía maquinaria de reparación de automóviles se derrumbó y también se derribó la chimenea de ladrillo de una casa adyacente. Varios árboles fueron arrancados o arrancados de raíz. Ocho viviendas sufrieron daños menores y otras tres sufrieron daños de moderados a importantes.
Un tercer tornado azotó el extremo noroeste del condado de Calvert, provocando el colapso del techo y una chimenea de una casa de campo construida predominantemente con madera. La casa quedó temporalmente inhabitable. Al menos un muro estaba a punto de derrumbarse. Una segunda chimenea se derrumbó en una casa cercana. Numerosos árboles fueron arrancados o arrancados de raíz a lo largo del camino, y una casa en una subdivisión de propiedades sufrió daños en sus canaletas. Otro tornado se generó en Madison, en el condado de Dorchester, que se encuentra en la costa este de la Bahía de Chesapeake. El tornado derribó numerosos árboles y derribó líneas eléctricas, lo que provocó daños materiales dispersos y cortes de energía. Los fuertes vientos derribaron árboles y ramas grandes y dañaron cinco casas en el condado de Calvert. La combinación de lluvia, ráfagas de viento y clima severo aislado dejó a aproximadamente 45.000 clientes sin electricidad en la costa occidental. La boya de la isla Fenwick, que se encuentra frente a la costa a lo largo de la frontera entre Delaware y Maryland, registró una velocidad de viento sostenida de 47 mph (76 km/h), mientras que la ráfaga más alta observada fue de 63 mph (101 km/h) en Ocean City. Las cantidades de lluvia generalmente oscilaron entre 3 y 5 pulgadas (76 a 127 mm) y provocaron algunas inundaciones en las calles en el sureste de Maryland.

##### Delaware
A lo largo de la costa de Delaware, las inundaciones por mareas fueron menores y ocurrieron en la Ruta 54 cerca de la isla Fenwick. Dos días antes de la llegada de Bertha, el fuerte oleaje provocó 40 rescates acuáticos en Bethany Beach. Se cerraron los campamentos estatales costeros y se instalaron refugios, pero menos de 100 personas los utilizaron. Cayeron aproximadamente entre 38 y 76 mm (1,5 y 3,0 pulgadas) de lluvia, mientras que los observadores de SKYWARN informaron alrededor de 100 mm (4 pulgadas) de precipitación en el condado de Sussex. Esto inundó algunas áreas con drenaje deficiente, aunque el único río que se inundó fue el río Christina en el condado de New Castle. Las ráfagas de viento alcanzaron los 93 km/h (58 mph) en Dover. En todo el estado, 3.200 hogares se quedaron sin electricidad, pero muchos de ellos sólo durante ocho horas. En Bethany Beach, se rompieron algunos postes y se cayeron ramas de árboles. Los fuertes vientos derribaron árboles en Clayton y bloquearon tres carreteras. El techo de una casa salió volando y el techo del porche de otra. También fueron derribados varios postes. Los escombros voladores causaron daños a varios otros garajes, casas y porches. Cerca de Blackiston, un gran cobertizo de almacenamiento quedó destruido.

##### Pensilvania
En Pensilvania, la tormenta provocó ráfagas de viento de hasta 64 km/h (40 mph) en el área de Filadelfia. Los vientos derribaron árboles y ramas débiles, y uno de ellos dañó gravemente una casa en Plymouth Township. Debido a los vientos y las tormentas severas asociadas con Bertha, aproximadamente 60,000 clientes se quedaron sin electricidad, principalmente en el condado de Bucks. Las cantidades de precipitación de entre 2 y 4 pulgadas (51 y 102 mm) en 12 a 18 horas provocaron inundaciones por drenaje deficiente.

##### Nueva Jersey
La tormenta tropical Bertha pasó por Nueva Jersey el 13 de julio, provocando ráfagas de viento de hasta 101 km/h (63 mph). Se derribaron algunas ramas de árboles y árboles débiles, lo que cerró Second Street en Cape May. Aproximadamente 95.000 hogares se quedaron sin electricidad. Las precipitaciones totales promediaron entre 2 y 4 pulgadas (51 y 102 mm), lo que provocó que el río Cooper en el condado de Camden, el río Rockaway en el condado de Morris y el arroyo Assunpink en Trenton se desbordaran. Sin embargo, como la mayor parte de la lluvia cayó durante un período de 12 a 18 horas, se produjeron inundaciones principalmente urbanas y con drenaje deficiente. Se produjeron algunos rescates acuáticos de conductores atrapados. Se produjeron algunas inundaciones menores por mareas en el condado de Cape May. Se informó una erosión severa de la playa en Monmouth Beach, con 60 pies (18 m) de arena arrastrada. Un hombre de 41 años de Nuevo Egipto se ahogó mientras practicaba surf en Ocean Beach. Además, tres bomberos rescataron a un hombre en la bahía de Barnegat que intentaba amarrar su embarcación.

##### Nueva York
Bertha produjo lluvia y fuertes ráfagas de viento en el sur y el este de Nueva York. En este último, cayeron hasta 110 mm (4,5 pulgadas) en el lago Greenwood, con zonas bajas y de drenaje deficiente, arroyos y ríos en toda el área inundados. Una parte de la Interestatal 278 en el condado de Kings y la Interestatal 495 en el condado de Nassau también se inundaron. En el este de Nueva York, fueron comunes de 76 a 127 mm (3 a 5 pulgadas) de precipitación, con alrededor de 180 mm (7 pulgadas) en las montañas Catskill y el valle del Hudson. En el condado de Dutchess, pequeños arroyos crecidos causaron inundaciones en Beacon, Rhinebeck y Wappinger. La ciudad de Claverack en el condado de Columbia se inundó cuando el arroyo Claverack superó sus márgenes. Los arroyos Cranse y Jansen Kill también se inundaron. Numerosas carreteras fueron cerradas en todo el condado, incluida la Ruta 22. En el condado de Ulster, se produjeron inundaciones generalizadas en New Paltz y Kingston. En este último caso, siete familias fueron evacuadas. Se produjeron importantes inundaciones en la costa de Kingston debido a las crecidas de los arroyos Wallkill y Rondout, y a las mareas altas del río Hudson. Numerosas carreteras del condado quedaron cerradas, incluyendo las rutas 32, 32A y 213, y las rutas 6 y 30.
En el condado de Albany, se inundaron numerosas carreteras y pequeños arroyos. Las inundaciones fueron más graves en Bethlehem, New Scotland y Rensselaerville. También se inundaron carreteras en el condado de Schenectady, donde el arroyo Schoharie superó el nivel de inundación en 0,46 m (1,5 pies). En el condado de Greene, se reportaron inundaciones generalizadas en New Baltimore y Windham. Varias carreteras permanecieron cerradas en todo el condado, incluyendo las rutas 32A y 296, así como las rutas condales 6 y 61. Varios puentes pequeños fueron arrasados, especialmente en Round Top, mientras que se produjeron inundaciones menores a lo largo del arroyo Schoharie. En el condado de Schoharie, se inundaron carreteras y un puente fue arrasado en Middleburg. Muchas carreteras municipales fueron arrasadas en Blenheim, incluyendo la ruta 30. También se inundaron a lo largo del arroyo Schoharie. En el condado de Rensselaer, varias carreteras quedaron cubiertas de agua. El arroyo Schoharie, en el condado de Montgomery, superó el nivel de inundación en 0,61 m (2 pies), lo que provocó evacuaciones en Lost Valley. También se produjeron cortes de electricidad dispersos en el este de Nueva York, cuando fuertes vientos derribaron ramas de árboles cargadas de agua sobre los cables.

#### Nueva Inglaterra
En Connecticut, Bertha produjo precipitaciones totales de 76 a 127 mm (3 a 5 pulgadas), con un máximo de 140 mm (5,5 pulgadas) en Vernon. Se inundaron calles y se desbordaron algunos ríos a lo largo del río Park, en la zona de Hartford. El río alcanzó un nivel de inundación de 2,4 m (8 pies) el 13 de julio y alcanzó un nivel máximo de 2,7 m (9 pies) unas horas más tarde. Varias carreteras y arroyos se inundaron en el condado de Litchfield. También se produjeron cortes de electricidad dispersos debido a los fuertes vientos que derribaron ramas de árboles cargadas de agua sobre los cables. Se reportaron inundaciones en la ciudad de Ridgefield, en el condado de Fairfield, así como en zonas a lo largo del río Mill, en el condado de New Haven.
A su paso por Rhode Island, se observó una ráfaga de viento de hasta 119 km/h (74 mph) en Middletown. En todo el estado, árboles y ramas cayeron sobre el tendido eléctrico, dejando a 32.000 clientes sin electricidad. Gran parte del suministro eléctrico se restableció en 12 horas. Las precipitaciones alcanzaron un máximo de 140 mm (5,51 pulgadas) en Coventry, lo que provocó inundaciones y deslaves en las calles de esa ciudad, Cranston y Warwick. A lo largo de la costa, se observaron mareas de entre 0,61 y 1,22 m (2 y 4 pies) por encima de lo normal. Se produjo una ligera erosión de las playas en las orillas expuestas. La tormenta tropical Bertha se convirtió en el décimo ciclón tropical del siglo XX en impactar Rhode Island.
En Massachusetts, Bertha trajo consigo un período de lluvias, fuertes vientos y pequeñas inundaciones costeras. Gran parte del estado registró al menos 76 mm (3 pulgadas) de precipitación, con un máximo total de 150 mm (6 pulgadas) en Colrain. Pequeños arroyos inundaron los condados de Berkshire, Franklin, Hampden, Hampshire y el sur de Worcester. Se reportaron deslaves en las calles del sur del condado de Worcester. Ráfagas de viento de hasta 142 km/h (88 mph) se registraron a lo largo de la costa sur, desde Cape Cod y las Islas hasta Westport, derribando ramas de árboles y cables eléctricos, lo que provocó cortes de electricidad en la zona. A lo largo de la costa sur, las mareas superaron los niveles normales entre 0,61 y 1,22 m (2 y 4 pies), con oleajes de 3,7 a 5,5 m (12 y 18 pies). Esto inundó las carreteras costeras durante varias horas y varios puertos deportivos, causando daños menores a algunas embarcaciones.
En el sur de Vermont, la precipitación fue generalmente de 3 a 5 pulgadas (76 a 127 mm). Varias carreteras y arroyos se inundaron en toda la región, incluyendo las zonas bajas adyacentes al río Hoosic en el condado de Bennington. Los fuertes vientos derribaron ramas de árboles cargadas de agua sobre los cables, lo que provocó cortes de energía dispersos en toda el área. Más al norte, los caminos de tierra alrededor de Ludlow fueron arrasados y se reportó un deslizamiento de tierra en la Ruta 14 cerca de Royalton. En Nuevo Hampshire, los totales de precipitación incluyeron 4.5 pulgadas (110 mm) en Derry, 4.2 pulgadas (110 mm) en Milfold, 3.5 pulgadas (89 mm) en East Derry, 3 pulgadas (76 mm) en Manchester y 2.77 pulgadas (70 mm) en Jaffrey. Una combinación de vientos racheados y lluvia causó cortes de energía dispersos.
El impacto de la tormenta en Maine fue leve. Cayeron 104 mm (4,11 pulgadas) de lluvia en Poland, mientras que en algunas zonas se registraron más de 150 mm (6 pulgadas). Se produjo erosión de zanjas, inundaciones en zonas bajas, calles e inundaciones de sótanos. Se reportaron cortes de electricidad en Lewiston y algunas localidades cercanas. La ruta 219 quedó intransitable en el condado de Oxford debido a inundaciones en varios puntos. El desbordamiento de arroyos inundó varias calles en Abbot. Dos puentes resultaron dañados en Anson. Muchas carreteras en la zona de Camden quedaron arrasadas. Dos personas resultaron heridas cuando el vehículo en el que viajaban chocó contra una roca de 270 kg (600 lb), que había caído sobre la calzada debido a las fuertes lluvias. En la zona de Castine, los arroyos que se desbordaron inundaron las carreteras. Se produjeron inundaciones menores a lo largo del río Kennebec, en el condado de Kennebec.

### Canadá
Poco después de volverse extratropical, los remanentes de Bertha ingresaron a Canadá a través de Nuevo Brunswick. En las partes meridionales de la provincia, la tormenta dejó caer de 69 a 89 mm (2,7 a 3,5 pulgadas) de lluvia, causando inundaciones menores. En Quebec, cayeron 175 mm (6,88 pulgadas) de lluvia en Iles de la Madeleine, que fue el total de precipitación más alto en Canadá asociado con la tormenta. Los remanentes de Bertha procedieron a moverse sobre la Isla del Príncipe Eduardo. Allí, los vientos alcanzaron los 68 km/h (42 mph), lo que causó cortes de energía en 100 hogares en Wood Islands y derribó árboles. Más al sur, en Nueva Escocia, la tormenta produjo vientos de 69 a 80 km/h (43 a 50 mph). Como resultado, se reportaron cortes de energía generalizados en Amherst, Antigonish, Bedford, Halifax, Wolfville, Truro y Yarmouth, Nueva Escocia. Durante la tarde del 14 de julio y la madrugada del 15 de julio, los restos del huracán Bertha se desplazaron por Terranova. Cayeron hasta 101 mm de lluvia cerca de San Juan de Terranova. Debido a la humedad y los fuertes vientos, los responsables del Triatlón anual de Corner Brook cancelaron la parte ciclista del evento.